# Кара Давут-паша
Кара Давут-паша (тур. Kara Davut Paşa; ок. 1570, Боснийский санджак — 18 января 1623, Стамбул) — османский государственный деятель. Капудан-паша (1618—1620) и Великий визирь (20 мая - 13 июня 1622) Османской империи. Принимал участие в свержении и убийстве султана Османа II.

## Биография
Родился приблизительно в 1570 году на территории Боснийского санджака. В столицу Османской империи Давут попал будучи ребёнком по девширме; обучался в Эндеруне. При султане Мехмеде III последовательно служил чухадаром (виночерпием) и привратником в султанском дворце. В 1604 году женился на дочери султана Мехмеда III и Халиме-султан и стал визирем. В том же году был назначен на пост бейлербея Румелии, однако в 1605 году переведён на должность бейлербея Анатолии.
Участвовал в подавлении восстания джелали, в турецко-персидской войне в 1612 году, а также в польско-турецкой войне в 1621 году. В 1618 году в правление султана Мустафы I получил должность адмирала османского флота. Сложившаяся в стране ситуация не устраивала многих, и в 1618 году одна из придворных фракций низвергла Мустафу I и возвела на трон его племянника Османа II. Первое время Кара Давут сохранял адмиральскую должность; в 1620 году по неясным причинам он потерял этот пост.

### Свержение и убийство Османа II
18 мая 1622 года во время очередного янычарского мятежа был свергнут Осман II. Мятежники освободили Мустафу I и признали его своим повелителем. Ни придворная фракция, выступавшая за Мустафу, ни его мать не чувствовали себя в безопасности, пока был жив Осман. Их беспокойство было вполне обоснованным, поскольку некоторые мятежники хотели иметь султана про запас, надеясь использовать его в своих целях в будущем.
Осман II был схвачен и заключён в Едикуле, а 20 мая  убит. Современник Давута Туга Челеби так пишет о его участии в убийстве: «во время вечерней молитвы пришли садразам [Давуд-паша], его кетхюда и джебеджибаши [глава корпуса оружейников], [чтобы] убить султана Османа. Они стали набрасывать на него аркан, но султан Осман, будучи крепким юношей, мужественно сопротивлялся, тогда бандит-сипахи по имени Килиндер Угрусу сжал мошонку султана и тот тут же испустил дух». Эвлия Челеби не упоминает об участии Давуда-паши непосредственно в убийстве, а пишет, что султан «был брошен в повозку и задушен борцом Биньязом в Эдикуле. Джебеджибаши отрезал одно из его ушей и отнес его с новостью о смерти Османа Давуду-паше», который затем доставил его Халиме-султан.

### Смерть
Убийство бывшего султана обеспечило Кара Давуту место великого визиря при слабоумном Мустафе I, на сестре которого он был женат. Назначение это было проведено под давлением матери султана, попытавшейся сосредоточить власть в своих руках и руках своих приближённых. В стране под влиянием конфликтов между янычарами и сипахами с последующим мятежом смещённого бейлербея Эрзурума Абазы Ахмеда-паши, желавшего отомстить за убийство Османа II, возникла политическая нестабильность. Мать султана в попытке погасить конфликт, сняла Кара Давута с должности великого визиря, на которой он пробыл меньше месяца. Однако мятежники не успокаивались, и в декабре к ним присоединились сипахи. В начале января следующего года заседания совета дивана проходили бурно, а визири требовали казни убийц Османа II. В это же время, янычары в столице поймали нескольких участников убийства бывшего султана. Всё это время Давут прятался в покоях жены в султанском дворце, где его нашли и откуда отправили в Едикуле. 7 января совет дивана принял решение о казни Кара Давута. Несколько дней спустя его навестила жена в сопровождении верных ей янычар. Кара Давут был освобождён; его планировали переправить в одну из мечетей, но по дороге отряд был перехвачен, а Кара Давут возвращён в Едикуле. План побега стал следствием казни 8 января соучастников убийства Османа II.
18 января 1623 года Кара Давут был казнён. Его тело было захоронено в Аксарае на кладбище при мечети Мурата-паши. В XIX веке при расширении дороги часть кладбища была уничтожена; могила Давута была вскрыта, в ней обнаружился скелет без головы.

## Киновоплощения
В турецком историко-драматическом телесериале «Великолепный век. Империя Кёсем» роль Давута-паши исполнил Мустафа Устюндаг.

## Комментарии
1. ↑  Туга Челеби (Солак Хусейн) был свидетелем многих описываемых им событий и умер в правление султана Мурада IV. Он был связан с янычарским корпусом, а в более поздние годы служил кятибом (писарь, секретарь) султанского дивана[4].